# Хлыниха
Хлыниха — деревня в Клинском районе Московской области, в составе Воздвиженского сельского поселению. Население — 3 чел. (2010). До 2006 года Хлыниха входила в состав Воздвиженского сельского округа.
Деревня расположена в северо-западной части района, примерно в 15 км к западу от райцентра Клин, на правом берегу реки Раменка (левый приток Яузы), высота центра над уровнем моря — 158 м. Ближайшие населённые пункты — Подорки и Васильково на северо-западе. Через деревню проходит региональная автодорога 46К-0280 (автотрасса М10 «Россия»— Высоковск).

## Население
| 2002 | 2006 | 2010 |
| ---- | ---- | ---- |
| 3    | ↘2   | ↗3   |